# Malimbe à tête rouge
Malimbus rubricollis
Espèce
Statut de conservation UICN

 LC  : Préoccupation mineure
Le Malimbe à tête rouge (Malimbus rubricollis) est une espèce de passereaux d'Afrique tropicale appartenant à la famille des Ploceidae.